# Echosmith
Echosmith is een Amerikaanse indiepopband die in februari 2009 werd opgericht in Toluca Lake, Los Angeles. De band bestaat uit de drie broers en zussen Graham, Sydney en Noah van het gezin Sierota. In Nederland en België kregen ze met hun eerste hit Cool Kids direct grote bekendheid, mede doordat deze hit tot Alarmschijf werd verheven. De band tekende in mei 2012 een contract bij Warner Bros. Records. Aanvankelijk was ook de broer Jamie Sierota lid van de band (gitarist en achtergrondzanger); hij verliet de band eind 2016.

## Carrière
De groep groeide op in een muzikaal gezin, meerdere leden bespeelden een instrument gedurende hun kindertijd. De bandleden zeggen tijdens hun jeugd beïnvloed te zijn door de bands Coldplay, Echo & the Bunnymen, The Smiths, U2, Joy Division en Fleetwood Mac, en dat ze door deze bands zijn aangemoedigd om samen muziek te gaan maken. De naam Echosmith is ontstaan door de samenvoeging van Echo en smith, verwijzend naar twee van deze bands.

## Bandleden
| Naam                              | Geboortedatum | Functie in band                |
| --------------------------------- | ------------- | ------------------------------ |
| Graham Jeffery David Sierota      | 5 feb. 1999   | drummer                        |
| Sydney Grace Ann Sierota          | 21 apr. 1997  | zangeres                       |
| Noah Jeffery David Joseph Sierota | 1 jan. 1996   | basgitarist, achtergrondzanger |

## Discografie
| Single met hitnotering(en) in de Vlaamse Ultratop 50 | Datum van verschijnen | Datum van binnenkomst | Hoogste positie | Aantal weken | Opmerkingen                               |
| ---------------------------------------------------- | --------------------- | --------------------- | --------------- | ------------ | ----------------------------------------- |
| Cool kids                                            | 2014                  | 04-10-2014            | 10              | 23           | Nr. 20 in de Single Top 100 / Alarmschijf |
| Come together                                        | 2015                  | 21-02-2015            | tip1            | -            |                                           |
| Bright                                               | 2015                  | 25-07-2015            | tip17           | -            |                                           |

### Albums
- Summer Sampler (2013), ep
- Talking Dreams (2013)
- Acoustic Dreams (2014), ep
- Spotify Sessions (2015), ep
- Inside a Dream (2017), ep
- An Echosmith Christmas (2017), ep
- Lonely Generation (2020)
- Echosmith (2023)